# محمد الزيلعي
محمد الزيلعي (14 يونيو 1985 -)، مغني سعودي. بدأت شهرته بعد أن شارك في برنامج «ألبوم» في عام 2007. له ألبومات غنائية المهلي، وياحبي له، واتقي شري.
•اغانية: يمتلك أكثر من 40 أغنية في مسيرتة ومازال بصدد تحضير البوم جديد في منتصف هذا العام
•أول اغانية 2007 (ابي حبك) الحان/ مشعل العروج كلمات/ احمد الجوفي
•مشاركاته: البوم راشد الماجد واحبابة (2008)باغنية (مايخاف الله) الحان/ احمد الهرمي كلمات/ خالد البذال. 
•تعاوناتة:
1- الملحنين في الخليج والوطن العربي منهم: 
(ياسر بوعلي -احمد الهرمي-وليد الشامي-ناصر الصالح-فايز السعيد-مشعل العروج-بدر الذوادي-فيصل الراشد-تركي الشريف-حمد القطان - خالد الصيفي)
2- الشعراء في الخليج والوطن العربي منهم:
خالد المريخي-سعد العاطف-الساحر-فهد الناصر-وسيم باسعد-خالد البذالة-فيصل السديري-معتزة-علي الغامدي-رياض الاحمد) وغيرهم الكثير...
شركات الإنتاج:
1- mbc عام 2007 الس 2013
2- روتانا عام 2014 الي 2019
له ألبومات غنائية:
1. المهلي
2.ياحبي له
3.اتقي شري
الحفلات والاوبريتات والمهرجانات:
•حفلة خليها وعليها بمناسبة البوم راشد الماجد واحبابة على قناة (وناسة) 2007
•اوبريت مهرجان ابها (2007 .2008 .2010)
اوبريت شركه موبايلي للاتصالات (2010)
•حفلة مهرجان جدة مع الفنان راشد الماجد (2008)
•حفلة مهرجان جدة مع الفنان رابح صقر (2009)
•حفلات صيف القاهرة مع الفنان رابح صقر (2010)
•حفلات صيف بيروت مع الفنان رابح صقر (2009)
•حفلات صيف بيروت مع الفنانة يارا (2011)
•اوبريت مهرجان حائل (2012)
•اوبريت مهرجان الباحة (2013)
•حفلة مهرجان الاغنية العربية بالدوحة (2012)
•حفلة سوق واقف (2013)
•حفلات مهرجان جيزان (2013)
•اوبريت الطائف (2015)
•حفلات الفورملا 1 ون بالبحرين (2016)
•حفلات جدة (2017)
•حفلة ملكة جمال العرب (2018)
•حفلات مهرجان صلالة (2009)
•حفلات مهرجان الخريف بصلاله (2015)
•حفلات اكشنها بالرياض (2010)
•حفلات اكشنها بجده (2015)
•حفلات القرية العالميه بدبي (2016) 
وغيرها الكثير من الافراح والحفلات الخاصة التي تميز فيها منذ عام 2009 وحتى الآن...
البرامج التلفزيونية:
•برنامج خليها وعليها قناة وناسة (2007)
•برنامج صباح بيروت قناة اليوم osn (2008)
•برنامج على قناة المحور (2009)
•لجنة حكم في برنامج مواهب سلطنة عمان (2009)
•برنامج تاراتاتا قناة دبي (2009 . 2010 .2012.2011)
•برنامج صباح الخير ياعرب mbc (2010.201.2014)
•برنامج صباح العربية قناة العربية (2010 . 2014)
•برنامج مع حليمة بولند قناة الكويت (2016)
•برنامج يلا نغني قناة mbc  (2016) 
•برنامج رمضاني على قناة mbc عام (2018)
•برنامج بحلم بيك علي قناه mbc (2012)
•برنامج اكشنها في بيروت مع عبدو فغالي (2015)
•برنامج لجنه تحكيم رد بول بجده للطائرات (2014)
•برنامج الليله مع بدر صالح بدبي mbc (2017)
•لقاء على راديو سوا لبنان (2012)
•لقاء اذاعة mbc fm (2007 . 2009 . 2011 . 2015)
•لقاء على اذاعة بنوراما اف ام (2009 . 2011)
•لقاء على اذاعة جدة (2014)
•لقاء على اذاعة كويت اف ام برنامج دايركت (2014)
•لقاء على اذاعة صوت الخليج قطر (2012)
•لقاء على اذاعة صوت الريان قطر (2013)
•لقاء على اذاعة امارات اف ام (2013)
•لقاء على اذاعة روتانا (2014
•لقاء على اذاعة U fm عام (2014)
•لقاء على اذاعة مكس اف ام (2015)
•لقاء على اذاعة الف الف اف ام (2015)
•لقاء حصري وغلاف مجله الصدا (2014)
•لقاء برنامج et بالعربي (2015)
•لقاء برنامج توه الليل علي قناه الوطن الكويتيه 2015
•لقاء تلفزيوني علي قناه الحرة 2015
•لقاء برنامج عين اليوم بجده 2015
فيديو الكليبات:
•ابي حبك 
•مايخاف الله
•حبيبي يامحلاه
•اهل النيل
•مايطيق صبرة
•ماعندي اغلى منك
•قطفت
•ياعيب الشوم
•الذيب
الاغاني الوطنية:
•نحبك يالسعودية
•سعودي يهز الأرض
المشاركات في جلسات:
•جلسات وناسة الأولى (2009)
•جلسات وناسة الثانية (2010)
•جلسات الكويت (2014)
•جلسات طربيه ذكري الراحل طلال مداح (2016)
الاغاني المدبلجة:
•أغنية اشوفك بالصيف
•أغنية وفيت لك
زيارات:
•مركز راشد ال مكتوب للاحتياجات الخاصة بدبي 2015
•ملتقي شبابا وشابات (2015)بالمدينة لرياده الأعمال 
مؤتمر صفحي:
•رعايه شيخ دعيج ال صباح لالبوم اتقي شري 2014
ديو مع الفنانين 
•مشاعل 

•قصي